# Gao Hong
Gao Hong (chinesisch 高紅 / 高红, Pinyin Gāo Hóng; * 27. November 1967 in Hebei) ist eine ehemalige chinesische Fußballtorhüterin.

## Karriere

### Klub
Sie spielte über den größten Teil ihrer Karriere in ihrer Heimat und wechselte zur Saison 2001 in die USA in den Kader von New York Power, wo sie dann in der neuen WUSA spielte. Nach der Spielzeit 2002 beendete sie aber hier dann auch ihre Karriere.

### Nationalmannschaft
Bei der Weltmeisterschaft 1995 gehörte sie mit zum Kader der chinesischen A-Nationalmannschaft. Danach war sie auch noch Teil des Teams bei den Olympischen Spielen 1996, mit denen sie dort die Silber-Medaille gewann und in allen Partien das Tor hütete. Darauffolgend war sie auch wieder Teil der Mannschaft bei der Weltmeisterschaft 1999, wo sie es mit ihrer Mannschaft bis in Finalspiel gegen die USA schaffte, hier aber gegen diese im Elfmeterschießen unterlag. Ihr letztes Turnier waren dann das bei den Olympischen Spielen 2000, wo sie in allen drei Spielen ihrer Mannschaft zwischen den Pfosten stand.

### Trainerin
Im Jahr 2017 war sie für ein paar Spiele Trainerin der chinesischen U-17-Nationalmannschaft.